# Васил Методієв
Васил Методієв (болг. Васил Методиев, 6 січня 1935, Светі Врач — 29 липня 2019, Софія) — болгарський футболіст, що грав на позиції захисника. Більшу частину кар'єри провів у клубі «Локомотив» (Софія), у якому зіграв 202 матчі у вищому болгарському дивізіоні, усього у вищому дивізіоні зіграв 272 матчі, а також національну збірну Болгарії, у складі якої брав участь у чемпіонаті світу 1966 року. Після завершення кар'єри футболіста — болгарський футбольний тренер.

## Клубна кар'єра
Васил Методієв народився в місті Светі Врач (колишня назва міста Санданський). Розпочав виступи на футбольних полях у місцевому клубі «Вихрен» у 1952 році, з 1955 до 1957 року грав за команду «Академік» з Софії. З 1958 року грав у складі команди «Локомотив» (Софія), в якій провів дев'ять років, зігравши в її складі 202 матчі. У складі команди у 1964 році став чемпіоном країни. У 1968—1969 роках Методієв грав у складі клубу «Добруджа» з Толбухіна, а в 1969—1970 роках у складі команди «Ласков» з Ямбола, після чого завершив виступи на футбольних полях.

## Виступи за збірну
1960 року дебютував в офіційних матчах у складі національної збірної Болгарії. У складі збірної був учасником чемпіонату світу 1966 року в Англії, проте на поле не виходив. Загалом протягом кар'єри у національній команді, яка тривала 6 років, провів у її формі 17 матчів, у яких забитими м'ячами не відзначився.

## Кар'єра тренера
Розпочав тренерську кар'єру невдовзі по завершенні кар'єри гравця, у 1970 році очоливши нижчоліговий клуб «Чавдар» (Троян). У 1972 році вперше очолив свій колишній клуб «Локомотив» з Софії. У 1977 році вдруге очолив софійський «Локомотив», і вже в першому сезоні роботи привів клуб до перемоги в болгарській першості. У сезоні 1979—1980 років вивів клуб до 1/4 фіналу Кубка УЄФА, перемігши за сумою двох матчів київське «Динамо», проте протягом сезону був звільнений з посади. У 1980—1981 роках очолював клуб «Етир» з Велико-Тирново, а в 1981—1982 роках очолював «Пірін» з Благоєвграда. У 1982 році очолив софійський «Левскі», з яким виграв два чемпіонські титули, а також титул володаря Кубка Радянської Армії та володаря Кубка Болгарії. У 1986—1987 роках Методієв очолював клуб «Хасково». У 1987 році повернувся до «Левскі», з яким наступного року здобув чемпіонський титул та титул володаря Кубка Радянської Армії. У 1989—1990 роках Методієв очолював «Спартак» з Плевена. У 1990 році знову очолив «Левскі», з яким виграв Кубок Болгарії у 1991 році. У 1993 році очолював софійську «Славію». З 1999 року працював селекціонером у «Левскі».
Помер Васил Методієв 29 липня 2019 року на 85-му році життя у Софії.

## Титули і досягнення

### Як футболіста
- Чемпіон Болгарії (1):

«Локомотив» (Софія): 1963–1964

### Як тренера
- Чемпіон Болгарії (4):

«Локомотив» (Софія): 1977–1978
«Левскі»: 1983–1984, 1984–1985, 1987–1988
- Володар Кубка Болгарії (2):

«Левскі»: 1984, 1991
- Володар Кубка Радянської Армії (2):

«Левскі»: 1984, 1988